# Joaquín de Frías

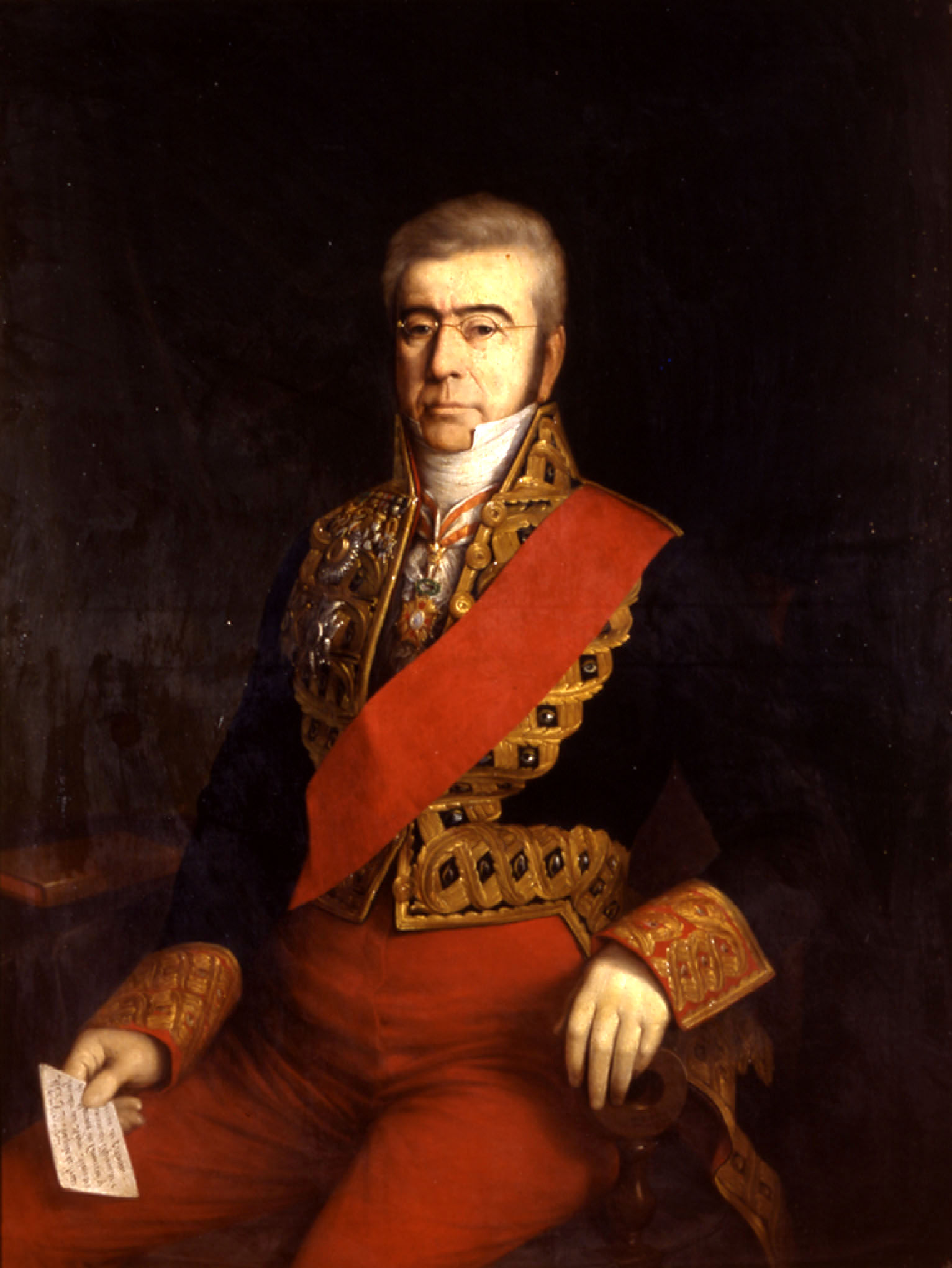
Retrato del teniente de navío Joaquín Frías y Moya. Inscripción: «Exmo. Sor. D. Joaquin Frias. Senador del Reino, Ministro de Marina, de Comercio y de Gobernación de Ultramar e interino de Estado». Madrid, Museo Naval.

Joaquín de Frías fue un militar español nacido en Cádiz en 1784 y fallecido en Madrid en 1851.Ministro de Marina y de Estado.
Su carrera militar fue corta, pues en 1823 fue dado de baja por razones políticas tras la reacción absolutista. Embarcado en las escuadras de Mazarredo y Federico Gravina, tomando parte en varias acciones de guerra.
Incorporado a la política en el sector más avanzado del partido constitucional, fue nombrado en 1840 por Baldomero Espartero ministro de Marina. En 1843 volvió a ser nombrado para el cargo, pero pronto lo dejó debido a los cambios políticos. Asimismo, fue proclamado senador por la provincia de Cádiz (1841-1843) y, más tarde, senador por la provincia de Baleares (1843-1845). Finalmente, en premio a sus servicios a la causa liberal, fue nombrado en 1847 senador vitalicio del Reino.